# Wizlaw III. (Rügen)

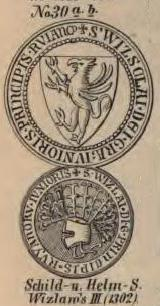
Schild- und Helmsiegel des Rügenfürsten Wizlaw III. aus 1302 – Umzeichnung Theodor Pyl 1894

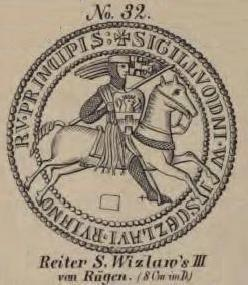
Reitersiegel des Rügenfürsten Wizlaw III. – Umzeichnung Theodor Pyl 1894

Wizlaw III. (* 1265 oder 1268; † 8. November 1325) war der letzte slawische Fürst von Rügen. Er ist wahrscheinlich identisch mit dem Minnesänger Wizlaw aus der Jenaer Liederhandschrift.

## Leben
Prinz Wizlaw von Rügen wurde als erster von vermutlich vier Söhnen und vier Töchtern in der Ehe von Fürst Wizlaw II. und der welfischen Prinzessin Agnes von Braunschweig-Lüneburg 1265 oder 1268 geboren. Wohl unter dem Einfluss seiner mütterlichen Verwandten erhielt er ein ritterlich höfische Erziehung. Er wurde unter anderem durch den Stralsunder Magister Ungelarde († um 1300) unterrichtet, der auch als Sänger bekannt war. Ein überliefertes Ereignis aus Wizlaws Jugendjahren war alles andere als schön: Wizlaw wurde während einer Andacht im Rigaer Dom, nachdem er einem Kaufmann eine unwillige Antwort wegen einer Schuld gab, von diesem niedergestochen. Als Folge davon litt er an einem Gehfehler.
Wizlaw III. wurde 1283 erstmals urkundlich genannt, als er eine Schenkung seines Vaters an das Kloster Neuenkamp bestätigte. Sein Vater regierte bis zum Ende seines Lebens und vererbte den Fürstenthron 1302 nicht an Wizlaw allein: Er musste ihn mit dem einzigen noch lebenden Bruder Sambor teilen. Beide befehdeten sich derart, dass sie 1304 zur Unterschrift eines Schriftstücks gedrängt wurden, das sie dazu zwang, in Zukunft Frieden zu halten – sonst wären ihre Mannen berechtigt gewesen, sich gegen sie zu stellen. Nach Sambors Tod 1304 regierte Wizlaw bis 1325 allein. Da er noch ohne Erben war, schloss sein Lehnsherr, der Dänenkönig Erik Menved, mit ihm 1310 einen Erbvertrag. Darin wurde vereinbart, dass das rügische Lehen beim Tode Wizlaws ohne Erben an die dänische Krone fallen sollte. Gleichzeitig verzichteten die Nebenlinien der Fürsten von Rügen, die Herren von Gristow und von Putbus, auf eine mögliche Nachfolge.
Die Regierungszeit Wizlaws verlief alles andere als friedlich: Er wurde hineingezogen in den Markgrafenkrieg um die Vorherrschaft im Ostseeraum zwischen seinem Lehnsherrn Erik VI. von Dänemark (Erik Menved), Markgraf Waldemar von Brandenburg und den reichen Handelsstädten an der Ostsee. Besonders kompliziert war Wizlaws Verhältnis zu Stralsund, jener einflussreichen und mächtigen Stadt im Fürstentum Rügen. Nachdem Stralsund sich 1313 unter dem Eindruck der Eroberung Rostocks durch Heinrich II. von Mecklenburg durch Geldzahlungen und Verzicht auf Privilegien von einer drohenden Invasion dänischer, mecklenburgischer und weiter verbündeter Truppen freigekauft hatte, versuchte Wizlaw seinen Einfluss auf die Stadt auszuweiten. Die Verhandlungen dazu scheiterten, da Stralsund nicht bereit war, die von Wizlaw geforderten Einschränkungen des lübischen Rechts hinzunehmen und sich 1314 mit Waldemar von Brandenburg und dem rügischen Landadel gegen seinen Landesherrn verbündete. Als 1316 ein Heer unter dem Herzog Erich I. von Sachsen-Lauenburg Stralsund angriff, hatte Wizlaw auf Seiten der dänischen Flotte an der seeseitigen Belagerung der Stadt teilgenommen. Die Belagerung endete mit dem Sieg über das Belagerungsheer bei einem nächtlichen Ausfall der Stralsunder und der Gefangennahme des Herzogs. Auch die Belagerungsflotte erlitt große Verluste, Wizlaw musste fliehen. Erst 1317 kam es zum Friedensschluss. Wizlaw, dem es durch die Kriegskosten an Geld mangelte, vergab weitreichende Privilegien an Stralsund, und verpfändete der Stadt die fürstlichen Zölle und die Gerichtsbarkeit. Außerdem trat er ihr gegen eine Geldsumme seine Münze ab, in der ab 1319 die Sundische Mark geprägt wurde.
Wizlaw war zweimal verheiratet: Zuerst (vor 1305) mit Margareta aus einem unbekannten Geschlecht und nach ihrem Tod (um 1310) mit Agnes aus dem Hause Lindow-Ruppin. Die erste Ehe blieb wahrscheinlich kinderlos, bei der ersten Tochter Euphemia wäre aber eventuell eine Mutterschaft von Margareta denkbar. Mit Agnes hatte Wizlaw dann noch die Tochter Agnes (verheiratet mit Fürst Albrecht II. von Anhalt-Zerbst) und als letztes Kind den lange ersehnten Nachfolger Jaromar. Doch dieser starb, vermutlich etwa dreizehnjährig, am 24. Mai 1325 noch vor dem Vater (8. November 1325). Wizlaw starb wohl an gebrochenem Herzen, weil er den Tod seines einzigen Sohns, der ja auch der letzte männliche Spross des Fürstengeschlechts war, nicht verkraften konnte. Seine Witwe ging mit Heinrich II. von Mecklenburg und Rudolf I. von Sachsen-Wittenberg zwei weitere Ehen ein.
Nach dem Tod König Erik VI. Menveds 1319 war der Erbvertrag mit Dänemark hinfällig geworden und Wizlaw hatte 1321 einen Erbverbrüderungsvertrag mit seinem Neffen, dem Herzog Wartislaw IV. von Pommern-Wolgast geschlossen. Als dieser bereits 1326 starb, kam es zum Rügischen Erbfolgekrieg.
Im Frühjahr 2013 wurde erstmals in Deutschland das Bruchstück eines Petschafts des frühmittelalterlichen Hochadels, nämlich das von Witzlaw III., auf einem Spülfeld bei Stralsund gefunden. In der Regel wurden nach dem Tod des Besitzers Petschafte zerschlagen oder eingeschmolzen, so auch dieses.

## Der Lied- und Spruchdichter Wizlaw
Vom Sänger Wizlaw sind uns 14 Lieder und 13 Sprüche überliefert, die als Nachtrag in der Jenaer Liederhandschrift auf den Blättern 72vb – 80vb enthalten sind. Sein Werk ist erstaunlich vielseitig: Sangsprüche zu moralischen Fragen, Minnelieder im Sinne der alten Meister, geistliche Gesänge, ein Rätsel, ein Tagelied, ein Lobspruch und immer wieder auch deutliche erotische Anspielungen. Auch musikalisch ist Wizlaw sehr experimentierfreudig: Man findet hochkomplexe melismatische Melodien genauso wie zupackende Gassenhauer, eine Komposition in reiner Pentatonik und sogar orientalische Anklänge. Sein bekanntestes Lied ist das Herbstlied Loibere risen, das sich auch heute noch im Repertoire vieler Mittelaltergruppen findet und sogar von Angelo Branduardi interpretiert wurde.
Gedichtet hat er mehr Lieder als überliefert sind, da in der Jenaer Liederhandschrift nachweislich drei Blätter verlorengegangen sind. Deshalb ist auch die Autorschaft des ersten Sangspruchs Ich wil singen in der niuwen wîse ein liet unklar – früher wurde er Friedrich von Sonnenburg zugeschrieben, dessen Œuvre im Kodex direkt vorangeht; er könnte jedoch auch zum Wizlawkorpus gehören. Die Zuordnung eines Autornamens zu den Texten konnte nur erfolgen, da ein Wizlaw sich in drei verschiedenen Liedern selbst nennt. Drei der Lieder sind infolge der abhandengekommenen Seiten nur unvollständig erhalten. Sämtliche Minnelieder und Sprüche enthalten auch die Melodien in Quadratnotation, mehrere Sprüche werden (wie bei Sangspruchdichtern üblich) in derselben Melodie („im selben Ton“) gesungen.
Zwei Fürstenpreisstrophen, eine von Frauenlob und eine von dem Goldener, rühmen den Rügenfürsten. Einige Wissenschaftler (Seibicke, Wallner, Wachinger) vertreten die Meinung, dass der Fürst Wizlaw III. nicht der Minnesänger Wizlaw gewesen sei. Andere Literatur- und Musikwissenschaftler, die sich mit Wizlaw befasst haben, sehen jedoch eine Identität beider Personen.
Für die Identität werden folgende Argumente ins Feld geführt:
1. In der Jenaer Liederhandschrift finden sich die beiden erwähnten Fürstenpreisstrophen, in denen der Rügenfürst als „Wizlaw der Junge“ tituliert wird, um ihn von seinem gleichnamigen Vater zu unterscheiden. Im gleichen Kodex finden sich die Wizlaw-Lieder, in denen dieser sich an einer Stelle als „Wizlaw der Junge“ bezeichnet. Dabei ist jedoch zu bedenken, dass die Verfasser der Strophen noch nicht wissen konnten, dass diese dereinst gemeinsam in einem Kodex versammelt würden.
2. In einem Lied lobt der Sänger eine Minneweise (senende wise) des Sängers „Unghelarte“. Dieser ist urkundlich um 1300 in Stralsund nachgewiesen.
3. In einem Lobspruch preist Wizlaw einen Herrn von Holstein (Graf Erich von Holstein-Schauenburg, 1328 als Hamburger Propst urkundlich bezeugt). Die Holsteiner standen urkundlich nachgewiesen in enger Verbindung zum Rügener Fürstenhaus. Ein Herr von Holstein unterschrieb auch 1304 das Friedensdokument zwischen den Fürsten Wizlaw und Sambor.

Gegen die Identität werden folgende Argumente ins Feld geführt:
1. Der Name Wizlaw war nicht selten. Auch der Zusatz der Junge ist nicht so einzigartig, dass ihn nicht verschiedene Personen tragen konnten.
2. Das überlieferte Œuvre, vor allem die Spruchdichtung, passt eher zu einem Berufsdichter als zu einem adeligen Dilettanten. Vor allem Fürstenpreissprüche – wie der auf den Grafen von Holstein – gehören ins Repertoire bezahlter Auftragsdichtung. Dass ein ranghöherer Fürst (!) einen befreundeten Adeligen in Versen öffentlich rühmen könnte, ist im Licht der zeitgenössischen Hofliteratur unwahrscheinlich.

Der Name des Fürsten und Sängers wird in den verschiedenen Publikationen oft unterschiedlich geschrieben: Wislaw, Wizlaw, Wizlav, Wizlaf, Wizlaff, Witzlaw, Witzlav, Witzlaf, Witzlaff.